# Ядро біоценозу
Ядро біоценозу, сукупність видів тварин осілих і діяльних цілий рік; комплекс видів тварин і рослин, що домінують в біоценозі за чисельністю і біомасою. Ядро біоценозу складає енергетичну основу екосистеми.